# Таунджи
Таунджи́ (бирм. တောင်ကြီးမြို့ — таунчжи — [tàʊɴdʑímjo̰]) — административный центр штата Шан в составе Мьянмы. 
Население превышает 200 000 жителей, город по населению — четвёртый или пятый город в Мьянме, находится на высоте 1400 м над уровнем моря. Название города означает «Большая гора», указывает на хребет к востоку от города. Шаны не являются основным населением этого города. В городе живут народы интха и пао, также бирманцы, китайцы, индусы, шаны. Религии — анимизм, буддизм, ислам, сикхизм.

## История
До британской колонизации Таунджи был маленькой деревней из нескольких домов. Окрестные долины заселял народ пао.
Англичане основали здесь столицу южных Шанских государств. С 1894 город стал активно развиваться и модернизироваться, англичане переместили сюда административный центр из Маин Таук (Форт Стедмана), который находится на восточном берегу озера Инле по причине более здорового климата и хорошего стратегического положения. В 1906 в городе было тысяча домов. По причине волнений шанов в Таунджи стоял главный военно-полицейский гарнизон. Через Таунджи проходило снабжение шанских государств.

## Транспорт
К городу можно подъехать по шоссе. Железная дорога также доходит до Таунджи с 1995, но по ней не ходят пассажирские поезда. Последняя станция с регулярным пассажирским сообщением — Швеньян, пятнадцать километров к западу от Таунджи. Самый близкий аэропорт — Хехо, около 40 километров к западу от города.

## Культура
Таунджи — место смешения разных культур области Мьелат в государстве Шан. В городе и вокруг него немало буддийских монастырей. В городе имеется также римско-католическая церковь и заметная христианская община, основанная ещё ранними миссионерами. Имеется небольшая англиканская церковь, она после ухода англичан не ремонтируется и находится в аварийном состоянии. Две большие мечети обслуживают мусульман — индийского и китайского происхождения. Имеется небольшая англиканская церковь. Несколько китайских буддистских храмов используются китайской общиной.
Раньше город был знаменит еженедельными базарами, сейчас наиболее колоритные базары проводятся в городках вокруг Таунджи.
В окрестности Таунджи много примечательных мест — это буддийские храмы и ступы XVI века в Катку, озеро Инле, город Ньяунгшве, а немного далее — пещеры Пиндайя.
В городе до недавнего времение отсутствовали крупные промышленное предприятия, город преимущественно живёт торговлей и снабжением горных областей. Частично промышленность вытеснена в город-спутник Айетарьяр.
В Таунджи находятся многие правительственные учреждения государства Шан.
В городе имеется исторический музей шанской культуры.
В городе и к северо-востоку от него расположены многочисленные гарнизоны бирманской армии, которые охраняют город и дороги от мятежников. В горах во время гражданской войны располагались отряды боевиков шанских антиправительственных армий.

## Экономика
В городе должен был быть построен чугунолитейный завод, использующий советскую технологию Ромелт для переработки бедного сырья, однако по состоянию на 2021 год работы по постройке так и не начались.